# Botahtaung (okręg miejski)

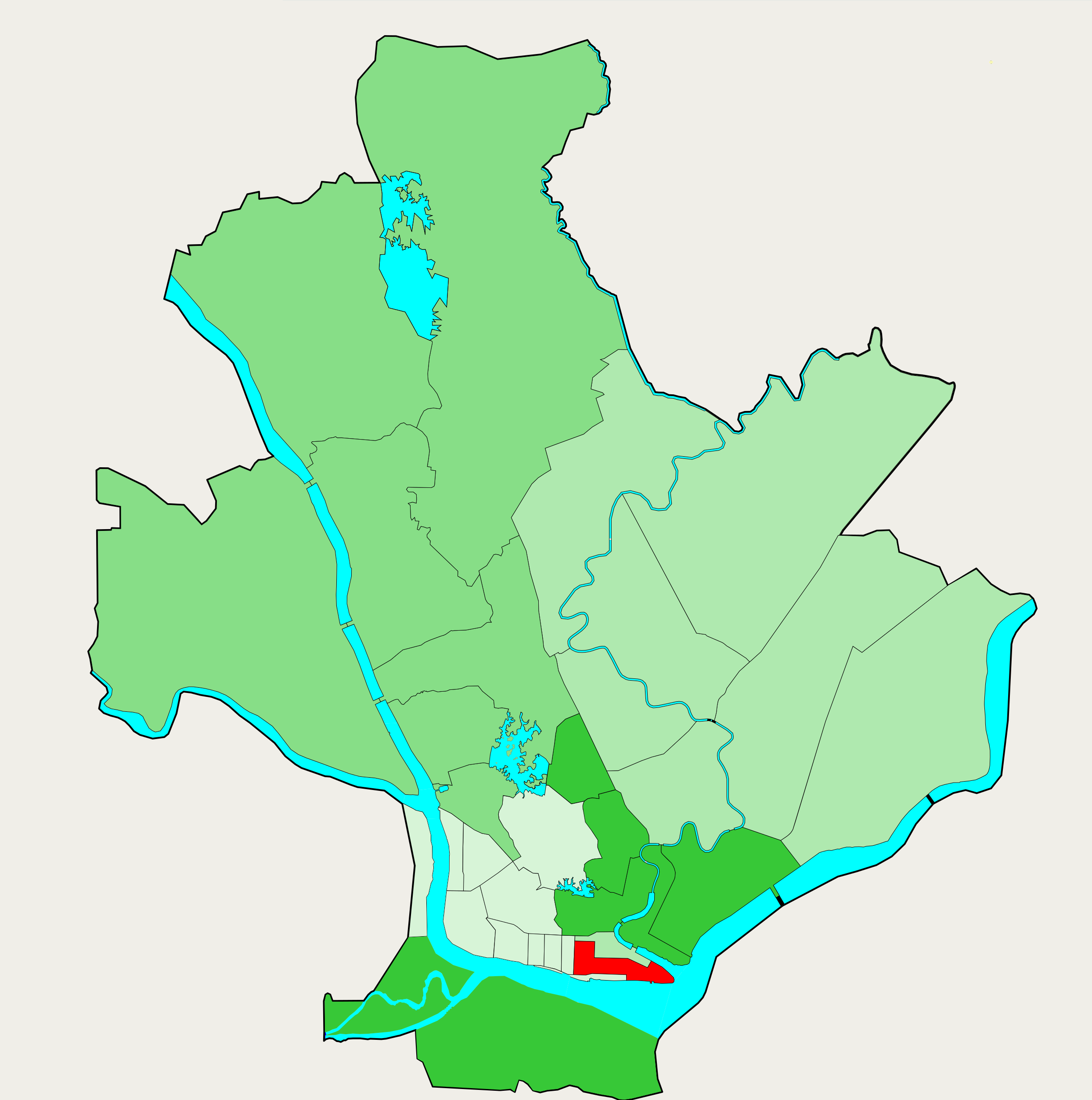
Lokalizacja okręgu miejskiego Botahtaung na mapie Rangunu (zaznaczona na czerwono)

Botahtaung (birm. ဗိုလ်တထောင် မြို့နယ် /bòtətʰàʊɴ mjo̰nɛ̀/; ang. Botataung Township) — jedna z dzielnic (formalnie: okręg miejski, ang. township) Rangunu, położona w południowo-wschodniej części miasta i należąca do jego Dystryktu Wschodniego.
Nazwa dzielnicy pochodzi od znajdującego się na jej terenie jednego z najważniejszych obiektów religijnych Rangunu - Pagody Botahtaung. Na terenie dzielnicy znajduje się jeden z najważniejszych szpitali miasta - East Yangon General Hospital. W przeszłości miało w niej siedziby kilka ministerstw, po których pozostały budynki.

## Ważne obiekty
Poniżej przedstawiono ważne obiekty na terenie dzielnicy Dagon, które znajdują się pod ochroną władz miasta.
| Obiekt                                                                  | Rodzaj        | Adres                                      | Uwagi                                                                           |
| ----------------------------------------------------------------------- | ------------- | ------------------------------------------ | ------------------------------------------------------------------------------- |
| Pagoda Botahtaung                                                       | Pagoda        | Strand Road                                | Jedna z najważniejszych pagód Rangunu.                                          |
| Siyin Baptist Church pol. Kościół Baptystów Ciyin                       | Kościół       | 152 Bo Myat Tun Road                       | dawniej Kościół pw. św. Filipa (anglikański)                                    |
| Compressor Station pol. Stacja Sprężarek                                |               | 233-237 Maha Bandula Road                  | Wybudowana w roku 1888 jako element systemu kanalizacji Rangunu.                |
| Minister's Office (Secretariate) pol. Biura Ministerialne (Sekretariat) | Biura rządowe | 300 Theinbyu Road                          | Obecnie nie używane.                                                            |
| BEHS 2 Botataung pol. Szkoła Średnia nr 2                               | Szkoła        | 152 Bo Myat Tun Road                       | Dawniej Szkoła Średnia pw. św. Piotra (St. Peter's High School)                 |
| BEHS 4 Botataung pol. Szkoła Średnia nr 4                               | Szkoła        | 300 Theinbyu Road                          | Dawniej Szkoła Konwentu Najświętszej Maryi Panny (St. Mary's Convent School)    |
| BEHS 6 Botataung pol. Szkoła Średnia nr 6                               | Szkoła        | Anawrahta Road                             | Dawniej Angielska Szkoła Średnia pw. św. Pawła (St. Paul's English High School) |
| Printing & Publishing Enterprise                                        |               | 228 Theinbyu Road (na rogu Anawrahta Road) |                                                                                 |
| Katedra Niepokalanego Poczęcia Najświętszej Maryi Panny w Rangunie      | Kościół       | 372 Bo Aung Kyaw Road                      | Największa katedra Mjanmy                                                       |

### Szkoła Średnia nr 6

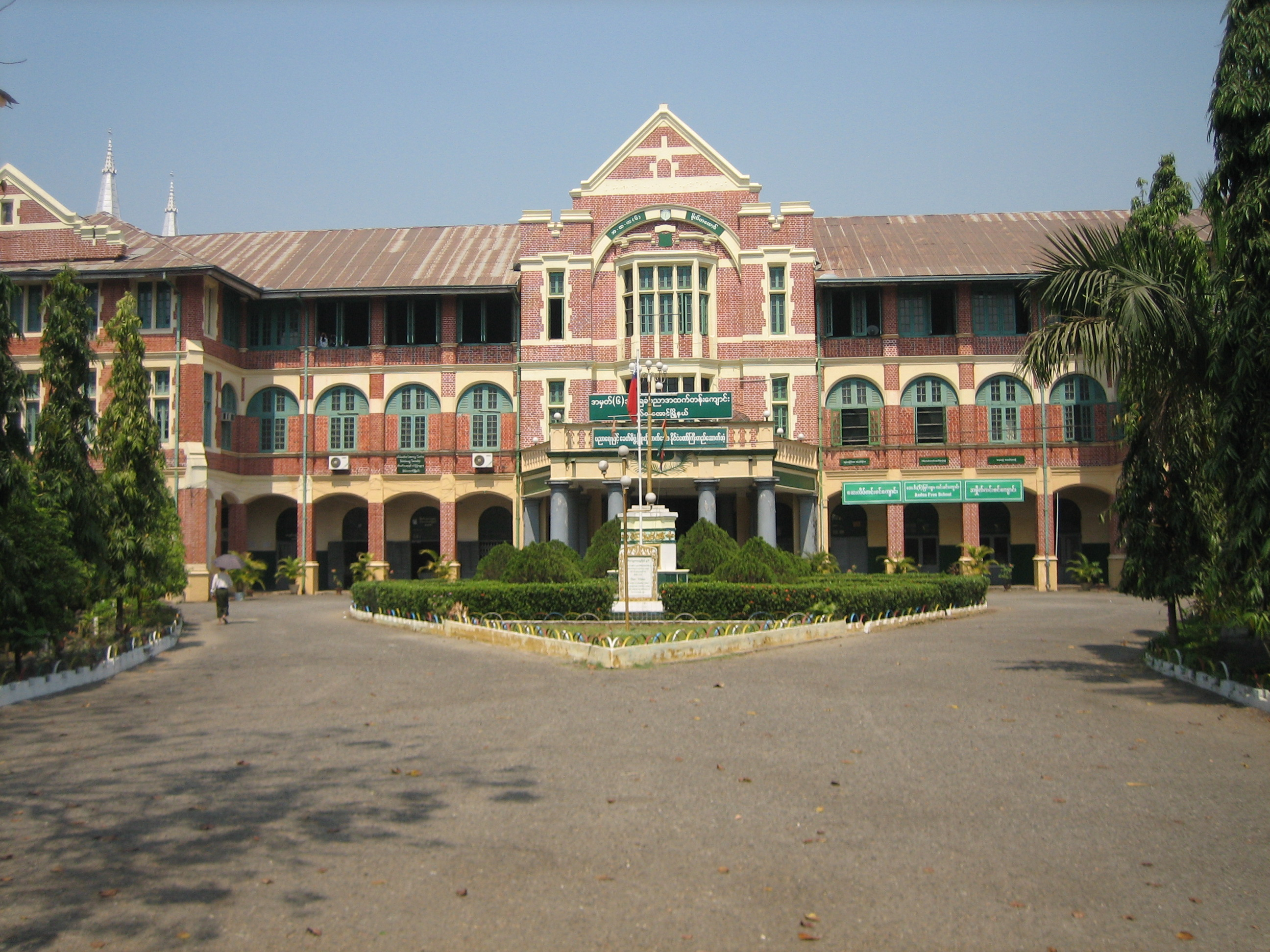
Szkoła Średnia nr 6

Budynek jest pierwszorzędnym przykładem architektury XIX-wiecznej szkoły misjonarskiej. Szkoła powstała w roku 1860 z inicjatywy katolickiego biskupa Rangunu Paula Bigandeta jako Szkoła Średnia pod wezwaniem Świętego Pawła (ang. St. Paul's High School). Jej twórcami było trzech braci lasalian przybyłych z Kalkuty. Początkowo mieściła się w drewnianym budynku, kilkakrotnie następnie rozbudowywanym i zmienianym. Ostateczną lokalizację zajęła w roku 1885. Budowa istniejącego do dziś budynku posuwała się etapami od roku 1885 aż do lat 30. XX wieku. Uczniami cieszącej się dużym prestiżem szkoły były przede wszystkim dzieci Anglików zamieszkujących Birmę, a także potomstwo bogatych miejscowych kupców. Jej absolwentami było kilku późniejszych birmańskich ministrów i sędziów sądu najwyższego. W roku 1922 otworzono przy szkole pierwsze w Birmie szkolne laboratorium. W roku 1965 szkoła została znacjonalizowana przez socjalistyczny rząd Birmy. Dobrze zachowany budynek szkoły otacza oryginalne żelazne ogrodzenie.

### Printing & Publishing  Enterprise
Budynek  powstał w latach 1906-1912. Początkowo pełnił rolę punktu dystrybucji druków urzędowych sprowadzanych z Indii, następnie materiały te drukowano na miejscu, także po odzyskaniu przez Birmę niepodległości w roku 1948, Budynek wzniesiono z cegły i gipsu na planie prostokąta, z dużym wewnętrznym dziedzińcem. Ze względów oszczędnościowych elewację wykończono betonem. Uwagę zwraca eklektyczny styl wejścia do budynku: podczas gdy po obu stronach bramy wejściowej umieszczono niewielkie kolumienki w stylu doryckim, większe, podwójne kolumny fasady wzniesiono w stylu jońskim. Obecnie w budynku mieszczą się biura Ministerstwa Informacji oraz fundacji Myanmar Library Foundation.